# 2010 au Sri Lanka
Cet article présente les faits marquants de l'année 2010 au Sri Lanka.

## Évènements
- 9 janvier 2010 : Politique: 700 anciens Tigres tamouls sont libérés après un programme de réhabilitation sociale[1],[2].
- 22 janvier 2010 : Politique: attentat contre le domicile d'un militant de l'opposition [3],[4].
- 24 janvier 2010 : Politique: le candidat à la présidentielle de l'opposition, le général Sarath Fonseka, reçoit le soutien de l'ex-présidente Chandrika Kumaratunga[5].
- 27 janvier 2010 : Politique : élection du président sortant Mahinda Rajapakse, qui bat l'ex-chef des armées Sarath Fonseka.